# Groothertogdom Mecklenburg-Schwerin

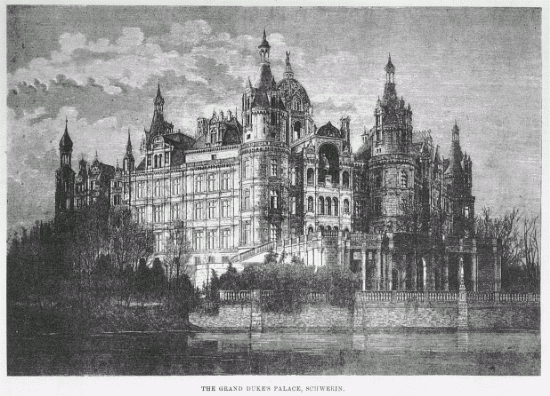
Het groothertogelijk paleis te Schwerin

Het groothertogdom Mecklenburg-Schwerin was van 1815 tot 1918 een groothertogdom in de huidige Duitse deelstaat Mecklenburg-Voor-Pommeren.

## Geografie
Het gebied van het groothertogdom omvatte het grootste deel van Mecklenburg. Het groothertogdom grensde aan de Oostzee in het noorden, de Pruisische provincies Pommeren in het oosten, Brandenburg in het zuiden, Hannover in het zuidwesten en Sleeswijk-Holstein in het westen. Naast de hoofdstad Schwerin waren de kuststeden Rostock en Wismar en de steden Parchim en Güstrow de belangrijkste.

## Geschiedenis
Het gebied ontstond toen de titel van Frederik Frans I (r.1815–1837) bij het Congres van Wenen in 1815 verhoogd werd van hertog tot groothertog. Het groothertogdom werd lid van de Duitse Bond. In 1819 werd de lijfeigenschap in het groothertogdom afgeschaft. De regering van Mecklenburg was conservatief en dat kwam doordat sinds de verdeling van 1795 het Landesgrundgesetzlicher Erbvergleich nog steeds van kracht was. In deze verdeling waren de rechten van de standen nog steeds gerechtvaardigd hetgeen de sociale en economische ontwikkeling van het groothertogdom beïnvloedde.
De situatie veranderde toen er tijdens de Maartrevolutie van 1848 in het groothertogdom opstanden voor een liberale grondwet waren. Op 10 oktober 1849 liet groothertog Frederik II (r. 1842-1883) de president Ludwig von Lützow een nieuwe grondwet schrijven. Door de reactie van de Mecklenburgse ridderstand, gesteund door de Strelitze groothertog George, moest Frederik Frans II concessies doen waardoor de democratische maatregelen teruggedraaid werden en er in 1851 en 1852 zelfs nieuwe restrictieve maatregelen getroffen werden.
Mecklenburg-Schwerin was betrokken in de Duitse Oorlog van 1866 doordat het soldaten leverde die meevochten aan de kant van het Koninkrijk Pruisen. Door deze levering van soldaten kwam het groothertogdom onder Pruisische invloed en in 1866 trad het groothertogdom toe tot de Noord-Duitse Bond en het Zollverein. In de Frans-Duitse Oorlog van 1870-1871 leverde het groothertogdom opnieuw soldaten aan het koninkrijk Pruisen. Frederik Frans II ondersteunde de Duitse eenwording en in 1871 trad het groothertogdom toe tot het Duitse Keizerrijk.
In 1897 volgde Frederik Frans IV (r. 1897-1918) zijn vader Frederik Frans III (1851–1897) op. In 1907 beloofde de groothertog een nieuwe grondwet voor zijn onderdanen. Het groothertogdom was altijd op een feodale manier bestuurd waarbij de groothertog alle uitvoerende macht in handen had. Er was een ministerraad (Landstag) die elk jaar voor een korte bijeenkomst bijeenkwamen. Op andere momenten werden de burgers gerepresenteerd door ridders met speciale bevoegdheden (Rittergüter) die onder de term Ritterschaft bijeenkwamen. Daarnaast was er de Landschaft, een raad van burgemeesters. Het groothertogdom stuurde zes afgevaardigden naar de Bondsraad.
Na de zelfmoord van Adolf Frederik VI op 23 februari 1918 werd Frederik Frans IV ook regent van Mecklenburg-Strelitz. De aanstaande dynastieke hereniging van Mecklenburg - Adolf Frederiks erfgenaam was voornemens afstand te doen van zijn rechten ten gunste van Schwerin - werd verhinderd door het uitbreken van de Novemberrevolutie van 14 november van datzelfde jaar, waarin Frederik Frans moest aftreden. Mecklenburg-Schwerin werd hierop een vrijstaat en was voor het eerst in zijn bestaan geheel onafhankelijk van Mecklenburg-Strelitz. Onder nationaalsocialistische druk werden beide Mecklenburgs in 1934 alsnog verenigd tot het Land Mecklenburg.

## Bestuur

### Groothertogen 1815-1918
- 1785-1837: Frederik Frans I
- 1837-1842: Paul Frederik
- 1842-1883: Frederik Frans II
- 1883-1897: Frederik Frans III
  - 1894-1901: Johan Albrecht (regent)
- 1897-1918: Frederik Frans IV

### Presidenten van het staatsministerie 1850-1919
- 1850-1858: Hans Adolf Karl von Bülow
- 1858-1869: Jasper Joachin Bernhard Wilhelm von Oertzen
- 1869-1885: Henning Carl Friedrich von Bassewitz
- 1886-1901: Alexander Friedrich Wilhelm von Bülow
- 1901-1914: Karl Heinrich Ludwig von Bassewitz-Levetzow
- 1914-1918: Adolf Ferdinand Helmut August Wilhelm Langfeld
- 1918-1919: Hugo Wendorff (DDP)

Anhalt · Baden · Beieren · Bremen · Brunswijk · Elzas-Lotharingen · Hamburg · Hessen · Lauenburg · Lippe · Lübeck · Mecklenburg-Schwerin · Mecklenburg-Strelitz · Oldenburg · Pruisen · Reuss jongere linie · Reuss oudere linie · Saksen · Saksen-Altenburg · Saksen-Coburg en Gotha · Saksen-Meiningen · Saksen-Weimar-Eisenach · Schaumburg-Lippe · Schwarzburg-Rudolstadt · Schwarzburg-Sondershausen · Waldeck · Württemberg
Anhalt (1863-1866) ·
Anhalt-Bernburg (1815-1863) ·
Anhalt-Dessau-Köthen (1853-1863) ·
Anhalt-Dessau (1815-1853) ·
Anhalt-Köthen (1815-1853) ·
Baden · Beieren · Bremen · Brunswijk · Frankfort · Hamburg · Hannover · Hessen-Darmstadt · Hessen-Homburg · Hessen-Kassel · Hohenzollern-Hechingen · Hohenzollern-Sigmaringen · Holstein · Lauenburg · Liechtenstein · Limburg · Lippe · Lübeck · Luxemburg · Mecklenburg-Schwerin · Mecklenburg-Strelitz · Nassau · Oldenburg · Oostenrijk · Pruisen · Reuss jongere linie · Reuss oudere linie · Saksen · Saksen-Altenburg · Saksen-Coburg en Gotha · Saksen-Meiningen ·  Saksen-Weimar-Eisenach · Schaumburg-Lippe · Schwarzburg-Rudolstadt · Schwarzburg-Sondershausen · Waldeck-Pyrmont · Württemberg